# ミッキー・ヘンソン
ミッキー・ヘンソン（Mickie Henson、1963年 - 2022年2月14日）は、WWE所属のレフェリー。フロリダ州タンパ出身。
WWEデビュー当初はRAWでレフェリーをしていたが、ECWのレフェリー、マーティー・ルバルカーダとのトレードでECWに移籍した。
2022年2月14日に、2019新型コロナウイルス感染症（COVID-19）により死去。59歳没。